# نظریه زمین توخالی

ترسیم برش-عرضی از سیاره زمین که «دنیای درونی» آتواتبار را نشان می‌دهد، از رمان علمی-تخیلی ویلیام آر بردشاو در سال ۱۸۹۲، الهه آتواتبار

نظریه زمین توخالی (انگلیسی: Hollow Earth) که به آن زمین توخالی هم گفته می‌شود مفهومی منسوخ است که پیشنهاد می‌کند سیاره زمین محیطی کاملاً توخالی است یا فضای داخلی قابل‌توجهی دارد. این مفهوم که در اواخر قرن هفدهم توسط ادموند هالی در یک سخنرانی در انجمن سلطنتی پیشنهاد شد: «زمین از کره‌های متحدالمرکزی با جوّی در میان و خورشیدسان که کره‌های داخلی را نیز قابل سکونت می‌کند». این نظریه ابتدا به‌طور آزمایشی توسط پیر بوگر در سال ۱۷۴۰ و سپس به‌طور قطعی توسط چارلز هاتون در آزمایش آزمایش چیهالیون او در حدود سال ۱۷۷۴ رد شد.
در اواسط قرن نوزدهم، به ویژه توسط جان کلیوز سیمز جونیور و جرمیا ان. رینولدز، گهگاه از آن دفاع می‌شد، اما در این زمان بخشی از شبه‌علم رایج بود و دیگر به صورت یک فرضیهٔ علمی قابل دوام دیده نمی‌شد.
مفهوم زمین توخالی هنوز در فولکلور و به عنوان مقدمه‌ای برای داستان‌های زیرزمینی، زیرگونه داستان‌های ماجراجویی، تکرار می‌شود.

## دوران باستان
در دوران باستان، مفهوم سرزمین زیرزمینی در داخل زمین در اسطوره، فولکلور و افسانه‌ها ظاهر شد. ایده قلمروهای زیرزمینی قابل بحث به نظر می‌رسید، و با مفهوم «مکان» مبدأ یا زندگی پس از مرگ، مانند جهان‌زیرین یونانی، سوارت‌آلفهایم نوردیک، دوزخ مسیحی، و شئول یهودیان (با جزئیات توصیف زمین درونی در ادبیات کابالیستی درهم آمیخته شد. مانند زوهر و حسد لوراهام). ایده قلمرو زیرزمینی در باور بودایی تبتی نیز ذکر شده است. طبق یک داستان از سنت بودایی تبتی، شهری باستانی به نام شامبالا وجود دارد که در داخل زمین قرار دارد.

## مراجع عمومی و استنادشده
- Kafton-Minkel, Walter. Subterranean Worlds. Loompanics Unlimited, 1989.
- Lamprecht, Jan. Hollow Planets: A Feasibility Study of Possible Hollow Worlds Grave Distraction Publications, 2014.
- Lewis, David. The Incredible Cities of Inner Earth. Science Research Publishing House, 1979.
- Seaborn, Captain Adam. Symzonia; Voyage of Discovery. J. Seymour, 1820.
- Standish, David. Hollow Earth: The Long and Curious History of Imagining Strange Lands, Fantastical Creatures, Advanced Civilizations, and Marvelous Machines Below the Earth's Surface. Da Capo Press, 2006.